# Aken (Elbe)
Aken é uma cidade da Alemanha, situada no distrito de Anhalt-Bitterfeld, no estado de Saxônia-Anhalt. Tem 59,91 km² de área, e sua população em 2019 foi estimada em 7.494 habitantes.